# Амфитеатър
Амфитеатър (на латински: amphitheatrum; на старогръцки: ἀμφιθέατρον – „двоен театър“) в Древен Рим е съоръжение, предназначено за провеждането на зрелища (гладиаторски битки, боеве с диви животни).
Представлява елипсовидна арена оградена от стена – подиум, зад която стъпаловидно са разположени местата на зрителите. Амфитеатърът нямал покрив, но бил покриван от опънато върху корабни мачти платно (vellum). Местата за зрители били поддържани от сложна система от стълбове и арки, а под арената се намирали клетките за животни.
Според Плиний Стари първият амфитеатър в Рим бил изграден през 59 г. пр.н.е. от Гай Скрибоний Курион. Представлявал 2 подвижни полукръгли дървени театъра, на които сутрин се давали отделни представления, а след това ги завъртали един срещу друг и в така получения амфитеатър се провеждали гладиаторски битки.
Най-добре запазеният амфитеатър е този в град Помпей (побиращ около 15 000 зрители). Най-големият и най-известен е Амфитеатърът на Флавиите в Рим, наречен още Колизей (или Колизеум).
Въпреки огромното количество данни за гладиаторски игри на територията на България, в страната са разкрити три амфитеатъра: в Марцианопол (от началото на III век) – днес Девня, в Диоклецианопол (от III век) – днес Хисаря, и амфитеатърът (от края на III – началото на IV век) в Сердика – днес София.